# لازار کارنو

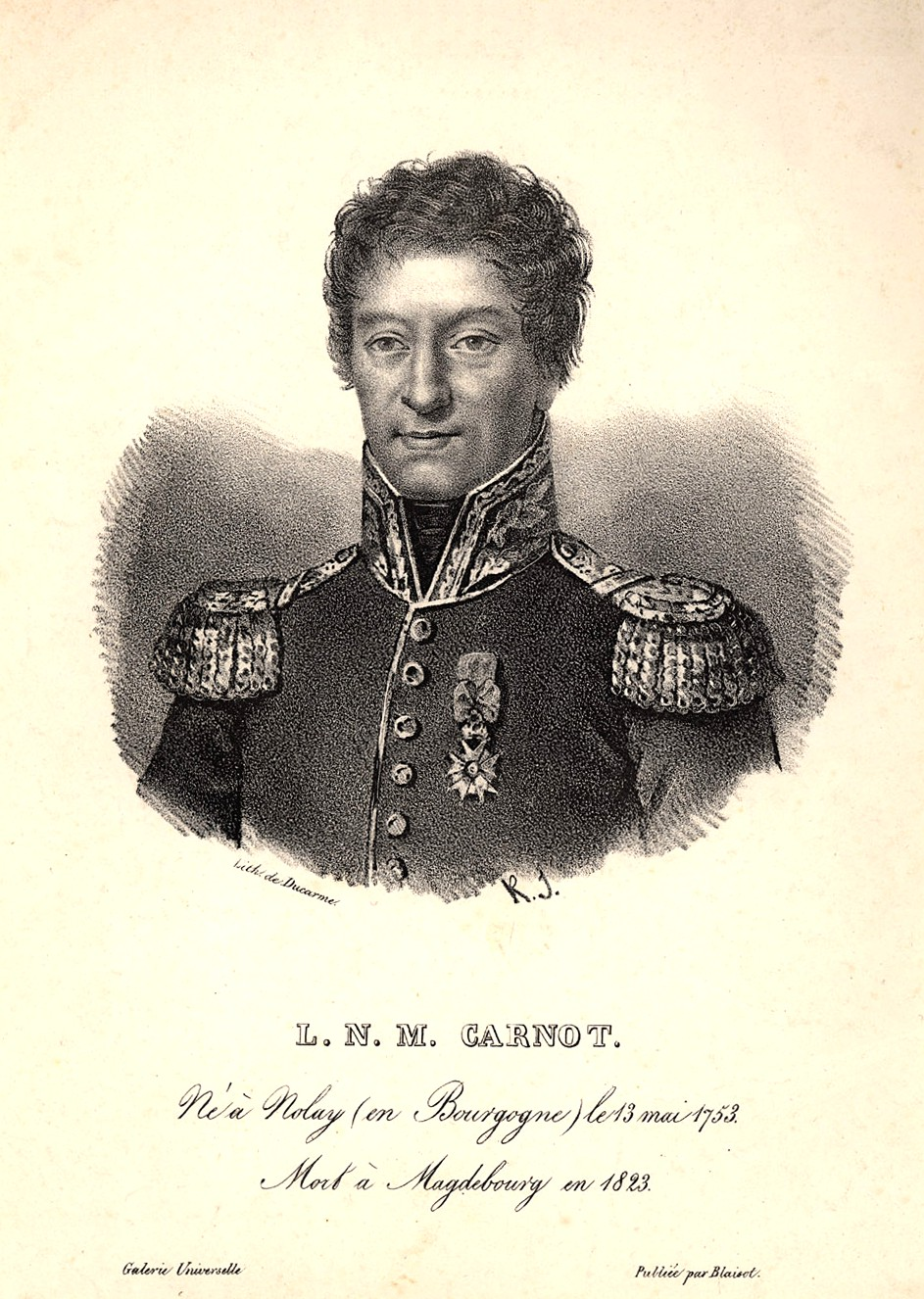

لازار کارنو (۱۳ می ۱۷۵۳–۲ اوت ۱۸۲۳) ریاضی‌دان فرانسوی بود که نقشه تشکیل جنگی پیروزی در جنگ‌های انقلاب فرانسه را تهیه نمود. او در سال ۱۷۹۴ به ریاست مجمع ملی فرانسه انتخاب گردید. او همچنین پدر نیکولا سعدی کارنو و پدربزرگ ماری فرانسوا سعدی کارنو رئیس‌جمهور فرانسه می‌باشد.